# خواكيم فايفر
خواكيم فايفر هو سياسي ألماني، ولد في 25 أبريل 1967 في Mutlangen ‏ في ألمانيا. نشط حزبياً في الاتحاد الديمقراطي المسيحي (1985 – 1985). في الانتخابات الفيدرالية الألمانية 2017، انتخب عضو في البوندستاغ الألماني عن دائرة Waiblingen (electoral district) ‏ وقد انضم خلال البوندستاغ الألماني التاسع عشر (24 أكتوبر 2017 – ) للكتلة البرلمانية الكتلة البرلمانية لائتلاف الاتحاد الديمقراطي المسيحي / الاتحاد الاجتماعي المسيحي في البوندستاغ ‏ وانتخب عضو في البوندستاغ الألماني خلال فترته النيابية ‏ (17 أكتوبر 2002 – 18 أكتوبر 2005).

## وصلات خارجية
- الموقع الرسمي